# White-Rovers Paris

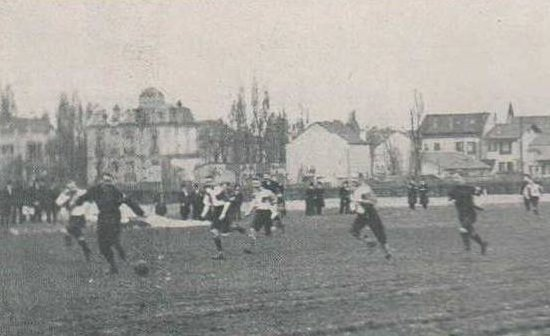
Wedstrijd tussen White-Rovers Paris en Duitsland in 1898.

White-Rovers Paris was een voetbalclub uit de Franse hoofdstad Parijs.
De club werd in 1891 opgericht door enkele Britten. Het is een van de oudste clubs van Frankrijk en de eerste wedstrijd van de club op 1 maart 1892 tegen International Athletic Club geldt als de eerste voetbalwedstrijd in Frankrijk. De White-Rovers wonnen met 10-1. De clubleden waren van verschillende nationaliteiten, maar voornamelijk waren het Britten en Amerikanen. In 1892 won de club met 5-1 van Standard AC. Met Pasen 1893 nodigde de club het Londense Marylebone FC uit. De Rovers verloren met 1-3 terwijl een selectie van Parijse spelers met 0-3 verloor en Standard AC met 0-7.
In januari 1894 sloot de club zich bij de USFSA aan. Deze bond organiseerde datzelfde jaar nog een eerste kampioenschap voor Parijse clubs. Na een 11-0-overwinning tegen CA Neuilly en een 1-0 tegen Club Français trof de club in de finale Standard AC. Voor het eerst in de nog prille clubgeschiedenis kon de club niet winnen van een binnenlandse club, het werd 2-2. Er kwam een terugwedstrijd op 5 mei 1894 en beiden clubs stelden tien Engelsmannen en slechts één Fransman op. De Rovers verloren met 0-2 en zo kroonde Standard zich tot eerste Franse kampioen.
In 1895 versloeg de club Paris Star met 8-1 en Club Français met 2-1 na verlengingen en stond zo opnieuw in de finale tegen Standard. Voor de tweede maal op rij moest de club in het zand bijten en verloor met 1-3.
Vanaf 1896 werd het kampioenschap in competitievorm gespeeld. Er namen nog steeds enkel clubs uit Parijs deel. De White-Rovers wonnen zeven van de acht wedstrijden, maar een nederlaag tegen Club Français zorgde ervoor dat de club voor de derde keer op rij vicekampioen werd. In het volgende seizoen eindigden de Rovers samen met Standard aan de kop. De Rovers hadden een wedstrijd meer gewonnen, terwijl Standard een beter doelsaldo had. Er kwam een beslissende wedstrijd waarin White-Rovers andermaal het onderspit moest delven.
In 1898 vertrokken vele spelers terug naar hun thuisland Engeland of de Verenigde Staten. De White-Rovers waren nu dusdanig verzwakt dat ze alle tien de competitiewedstrijden verloren en 30 goals om de oren kregen zonder zelf te scoren. Het volgende seizoen kreeg de club geen elftal meer opgesteld en moest forfait geven voor de competitie. Alle deelnemende clubs kregen een 2-0-overwinning toegekend. Hierna hield de club op te bestaan.
Een van de laatste wedstrijden van de club was op 12 december 1898 tegen een Duits elftal dat met 0-7 won. Dit wordt gezien als een van de eerste wedstrijden van het Duits voetbalelftal gezien.